# 神津里季生
神津 里季生（こうづ りきお、1956年（昭和31年）3月 - ）は日本の労働運動家。2015年10月から7代目日本労働組合総連合会会長を務めた。

## 経歴
東京都生まれ。東京学芸大学附属高等学校18期生、1979年、東京大学教養学部アジア科卒業。同年、新日本製鐵株式会社に入社。
新日本製鐵広畑製鐵所に勤務、1983年から新日鐵本社の労働組合建材・鋼管支部書記長（非専従）、1984年から専従となり新日鐵本社労働組合執行委員、1988年日本鉄鋼産業労働組合連合会特別本部員、1990年から鷲尾悦也により日本労働組合総連合会（連合）を通じて外務省在タイ日本国大使館一等書記官として3年間派遣された。
1994年、新日鐵労働組合連合会書記次長、1998年、新日鐵労働組合連合会書記長、2002年、新日鐵労働組合連合会会長、2006年、日本基幹産業労働組合連合会事務局長、2010年、日本基幹産業労働組合連合会中央執行委員長、全日本金属産業労働組合協議会副議長。
2010年から連合副会長、2013年から連合事務局長、2015年10月から同会長。
2017年10月4日に開かれた連合の定期大会において、第48回衆議院議員総選挙では特定政党の支援を見送り、希望の党や立憲民主党から出馬する民進党出身者を個別に支援する意向を示した。
2021年10月6日、連合会長退任。

## 人物
里季生という名前は「里の季節に生まれた（3月生まれ）」が由来。両親は戦後の十年間を舞台に打ち込んだ演劇青年で、叔父（父の兄）は国労の青年部で金子満広と競い合った仲であった。東京大学では硬式野球部に所属したが、1年のときにバッティングキャッチャーをしていて左手の親指を骨折する大怪我を負ったのを機に選手を諦めてマネージャーに転身、新日本製鐵広畑でも野球部マネージャーを務めて都市対抗野球出場を経験した。ヤクルトスワローズのファン。
座右の書は山本周五郎の『ながい坂』。